# 단흥지
단흥지(段興智, ? ~ 1260년)은 1251년부터 1254년까지 대리국의 제22대 황제이다. 전대 황제 단상흥의 아들이다.